# Margaret-Formation

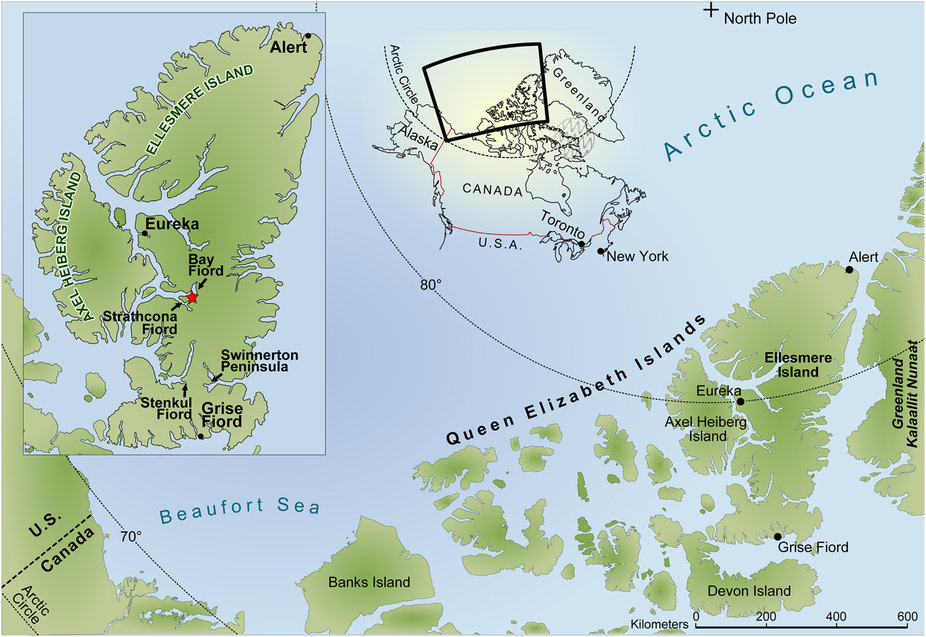
Die Ellesmere-Insel im hohen Norden Kanadas mit Angabe wichtiger Fundstellen

Die Margaret-Formation ist eine lithostratigraphische Formation, welche in der Arktis Nordamerikas verbreitet ist. Sie besteht weitgehend aus Sand- und Ton-/Schluffsteinen, die Ablagerungen eines ehemaligen Flussdeltas darstellen und in das Untere bis Mittlere Eozän vor rund 50 Millionen Jahren datieren. In diese Ablagerungen sind zwei fossilführende Fundhorizonte eingebettet, die zahlreiche Reste der ehemaligen Fauna und Flora bergen. Diese lassen einen artenreichen Urwald rekonstruieren, der von einer frühen Säugetierfauna bewohnt war und sich in einem warm-gemäßigten Klima unter feuchten Bedingungen entwickelte. Aufgrund seiner damals hohen nördlichen Verbreitung ist diese Lebensgemeinschaft mit keinem Biotop der heutigen Zeit vergleichbar.

## Geologischer Rahmen

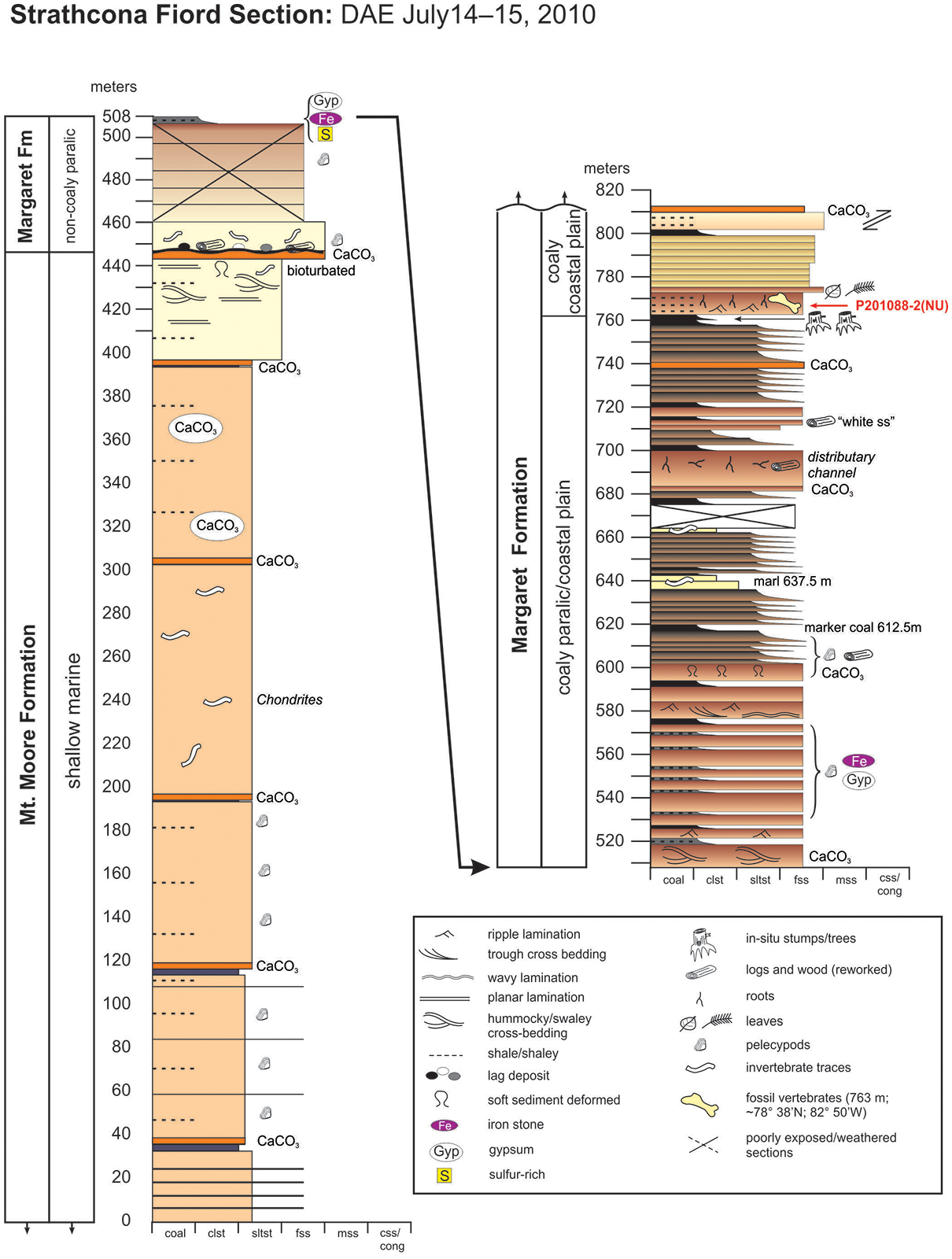
Geologisches Profil der Margaret-Formation am Strathcona-Fjord mit Lage der Fossilfundstelle und des Fossilwaldes

Die Margaret-Formation ist Teil der Eureka Sound Group, die sich im arktischen Gebiet Nordamerikas zwischen 77 und 82° nördlicher Breite erstreckt und in mehreren Bereichen der Ellesmere-Insel und angrenzenden Inseln des Kanadisch-arktischen Archipels aufgeschlossen ist. Sie wird allerdings teils unterschiedlich benannt, so sind auch die Namen Iceberg Bay Formation (auf der Axel-Heiberg-Insel), Cyclic Member (auf der Banksinsel) oder die informelle Bezeichnung Member IV wissenschaftlich eingeführt. Das Alter der Eureka Sound Group reicht bis in die späte Kreidezeit (Campanium oder Maastrichtium) zurück. Sie lagert im Sverdrup-Becken, einer langlebigen, bereits im Paläozoikum vor über 300 Millionen Jahren entstandenen Beckenstruktur der nordamerikanischen Arktis. Traditionell wird die Gruppe in vier Formationen unterteilt, von denen die oberste die Margaret-Formation darstellt, deren Alter vom Unteren zum Mittleren Eozän reicht. Nur lokal ist auf der Margaret-Formation die Buchannan-Lake-Formation ausgebildet, die dem jüngeren Mitteleozän angehört und aus der beim Geodetic Hill auf der Axel-Heiberg-Insel ein versteinerter Wald erhalten ist. Hauptbildungszeit der Eureka Sound Gruppe war während der Eurekasischen Gebirgsbildung, die im Paläozän begann und bis ins Obere Eozän anhielt und die gesamte Schichtenfolge überprägte. Diese Gebirgsbildung beeinflusste weite Teile der Arktis und wurde durch das Andrücken des heutigen nördlichen Teils der Ellesmere-Insel an die Grönländische Platte durch die nordwärts driftende Nordamerikanische Platte hervorgerufen.

## Aufbau und Lithologie
Die Margaret-Formation besteht aus kreuzgeschichteten, grau bis weißgrau gefärbten Sand-, Schluff- und Tonsteinen, in deren oberen Hälfte einzelne, bis zu 15 m mächtige Kohlelagen eingebettet sind. In dieser Abfolge aus Sand- und Tonsteinen, vermengt mit Kohleflözen wurden auch vereinzelte vulkanische Aschelagen nachgewiesen, die in der Regel nur wenige Zentimeter Dicke erreichen. Die gesamte Formation ist zwischen 600 und 2000 m mächtig. Innerhalb der Margaret-Formation konnten zwei fossilführende Horizonte nachgewiesen werden, die sich beide im oberen, kohleführenden Abschnitt befinden: Einerseits die ältere und fossilreichere Fauna aus dem Unteren Eozän, welche mit dem Wasatchium-Faunenkomplex des mittleren Nordamerikas verglichen werden kann, andererseits eine weniger umfangreiche aus dem frühen Mitteleozän, die ihre Entsprechung im Bridgerium-Faunenkomplex Nordamerikas findet.

## Fossilfunde

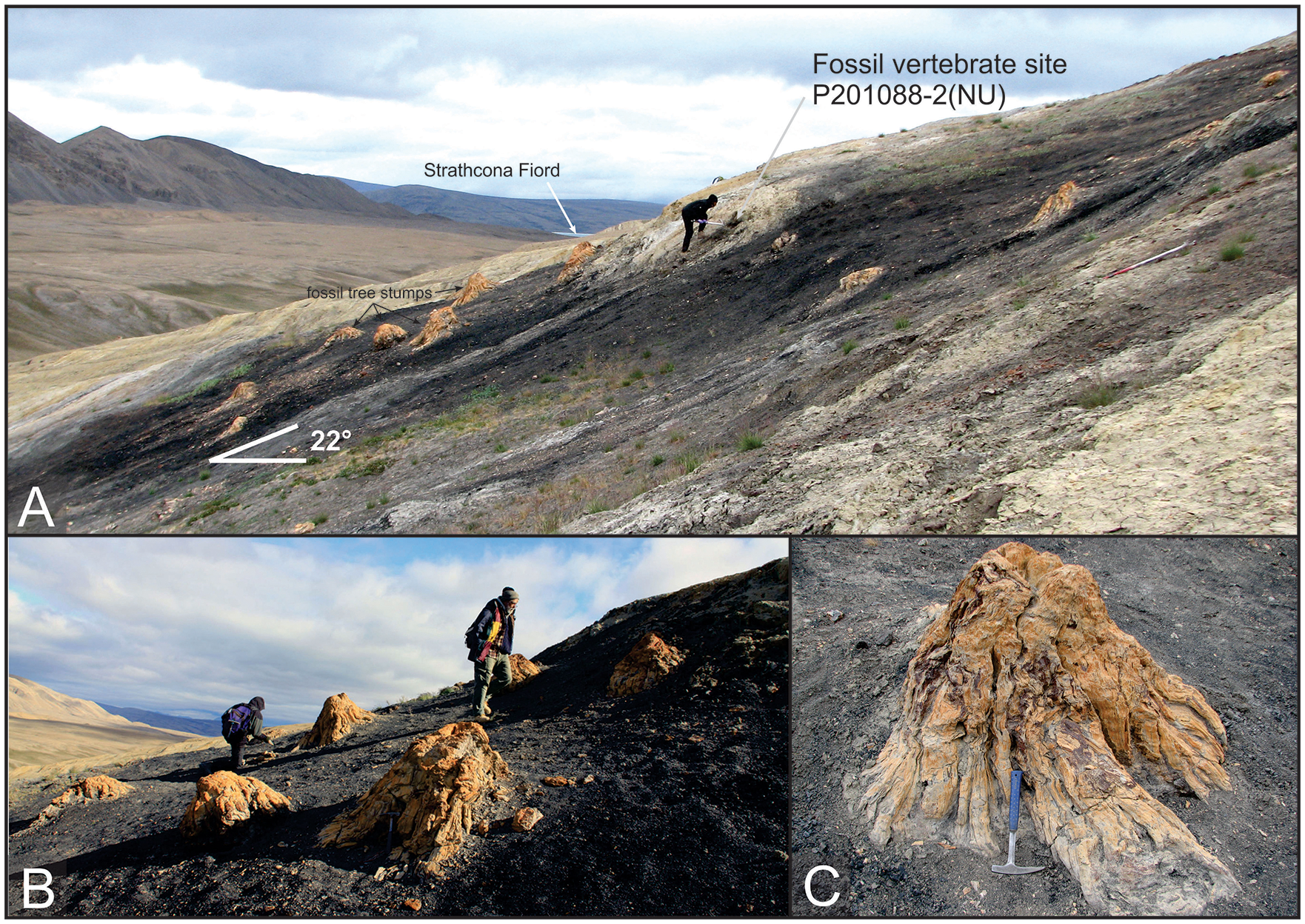
Die Fundstelle P201088-2 (NU) am Strathcona-Fjord. Oben: Blick auf die Fundstelle, unten: fossile Baumstümpfe des Fossilwaldes

Die Fossilien aus der Margaret-Formation sind sehr umfangreich, jedoch häufig fragmentiert und kleinstückig. Dies gilt vor allem für die Reste der Wirbeltiere, die sich so teilweise relativ schwer zuordnen lassen, nur ein Bruchteil, etwa 230 Stücke, konnten bisher identifiziert werden. Teilweise gelingt dies nur über die Mikrostruktur des Zahnschmelzes. Die fundreichste Fundstelle, die im zentralen Bereich der Ellesmere-Insel liegt, zählt etwa 80 bestimmbare Stücke. Aufgrund ihres Charakters sind die Fossilschichten als Konzentratlagerstätte einzustufen. Trotz der nur bruchstückhaften Überlieferung zählen die Fundhorizonte der Margaret-Formation zu den besonderen jener Zeit, da sie es ermöglichen, ein fossiles, im hohen Norden gelegenes Biotop zu entschlüsseln.

### Flora
Die Überreste der Vegetation sind in Form von Blattabdrücken, Samen und als Pollen überliefert, weisen aber häufig eine stratigraphisch größere Reichweite als die Reste der Tierwelt auf. Teilweise liegen auch versteinerte Baumstämme vor, die sich hauptsächlich in den kohleführenden Schichten an mehreren Aufschlüssen der Margaret-Formation erhalten haben. Besonders umfangreich sind sie im Bereich des Strathcona-Fjords im Südwesten der Ellesmere-Insel erhalten geblieben. Hier konnten Baumstümpfe von 1,5 m Durchmesser und bis zu 1,8 m Höhe beobachtet werden, wobei etwa 83 Bäume auf 2.261 m² gezählt wurden, die überwiegend dem Urweltmammutbaum angehören. Sehr aussagekräftig ist vor allem die Makroflora aus dem fossilführenden Bereichen der Margaret-Formation, Diese umfasst häufig und analog zu den Baumstümpfen Blätter von Urweltmammutbaum, aber auch Verwandte der Lebensbäume, Schachtelhalme und Birkengewächse. Weiterhin sind auch Ulme, Lindengewächse und Platanen nachgewiesen, aus dem oberen Fundhorizont zusätzlich der Ginkgo. Eine Analyse der Makroflora der Gesamtregion (Ellesmere- und Axel-Heiberg-Insel) aus dem Jahr 2019 unterscheidet für den Zeitraum des ausgehenden Paläozäns und des beginnenden Eozäns insgesamt 65 Arten an Bedecktsamern, darunter mit 62 Arten die Zweikeimblättrigen überwiegend, der Rest verteilt sich auf Einkeimblättrige, sowie rund ein Dutzend Arten an Nacktsamern und 5 Farnartige Pflanzen. Anhand der Mikroflora ist weiterhin das Vorhandensein von Fichte, Eiche, Esche und Schneeball bekannt.

### Fauna

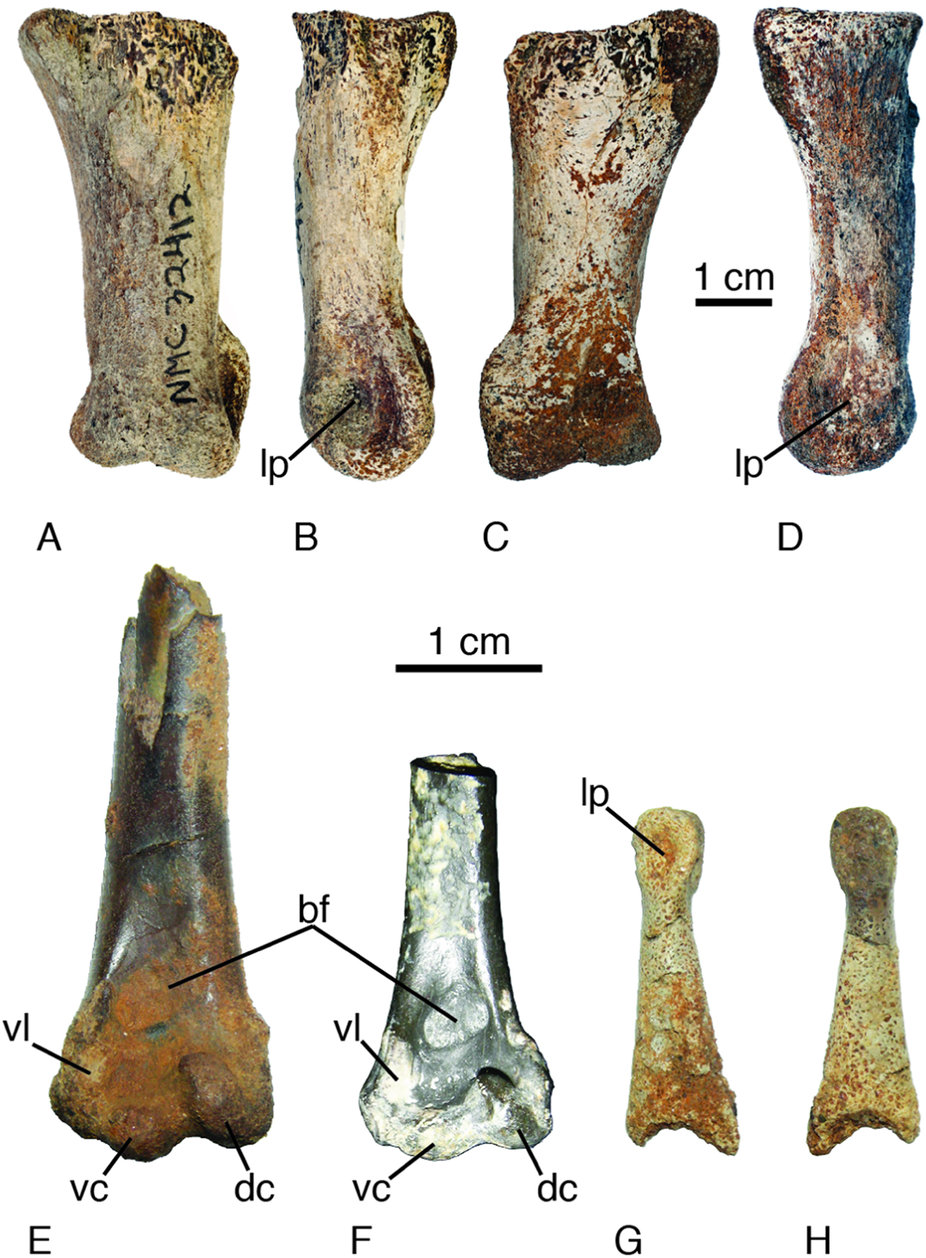
Fossilien von Vögeln aus der Margaret-Formation: A–D: proximales Zehenglied von Gastornis; E–F: distales Oberarmfragment von Presbyornis (F ist ein Beispiel aus der Wasatch-Formation in Wyoming); G–H: Zehenglied eines unbestimmten Vogels

Unter den Wirbeltieren treten die Fische mit mehreren Ordnungen auf, darunter Angehörige der Hechte und Knochenhechte. Während in der östlichen Arktis Kanadas ausschließlich Süßwasserfische bekannt sind, kommen in der westlichen, so auf der Banksinsel, mit Sandhaien (Striatolamia und Carachias), Requiemhaien (Physogaleus) und Adlerrochen (Myliobatis) auch Salzwasserbewohner vor. Amphibien sind wiederum selten und werden durch den mehr als 100 cm langen Salamander Piceoerpeton repräsentiert. Sehr umfangreicher zeigen sich die Überreste der Reptilien, hier konnten allein neun Familien von Schildkröten identifiziert werden. Diese reichen von riesenhaften Formen wie Hadrianus mit einem bis zu 64 cm langen Rückenpanzer über solche mit einem ledrigen Panzer wie Apalone bis hin zu den kleinen, meist unter 20 cm großen Sumpfschildkröten (Emydidae). Daneben sind auch Schuppenkriechtiere überliefert, die aber teilweise noch nicht wissenschaftlich bestimmt wurden. Bedeutend ist aber das Vorkommen eines Warans, dessen nördlichste Verbreitung heute bei 46° nördlicher Breite liegt. Gleiches gilt für den Alligator Allognathosuchus, einem kleineren Vertreter der Panzerechsen mit einem nur 15 cm langen Schädel, der den ersten Vertreter der Krokodile in der Arktis und gleichzeitig den nördlichsten Fund eines solchen Tieres überhaupt darstellt. Relativ selten dagegen treten Vögel in Erscheinung, von denen nur zwei Gattungen eindeutig bestimmt sind. So ist der große, flugunfähige Gastornis etwa mit einem 6,2 cm langen Zehenglied belegt, daneben tritt der mit den heutigen Gänsen verwandte und Uferbereiche besiedelnde Presbyornis unter anderem mit Resten des Oberarmknochens in Erscheinung.
Rund zwei Dutzend Gattungen an Säugetieren wurden bisher dokumentiert. Einmalig ist der Nachweis eines Vertreters der ausgestorbenen Multituberculata, einer sehr urtümlichen Säugetiergruppe, die bereits im Mesozoikum auftrat. Dabei repräsentiert Ectypodus den nördlichsten bekannten Angehörigen. Der einzige Fund umfasst einen nur 3,5 mm langen Zahn, der durch elf Segmente gegliedert ist. Alle anderen Reste gehören den Höheren Säugetieren an. Arcticanodon, ein zu den Palaeanodonta zu zählendes Tier, stellt einen Vorfahren der Schuppentiere dar. Wie diese war es wohl mit zum Graben geeigneten Vorderbeinen ausgestattet. Die überlieferten Unterkieferfunde weisen die bisher ursprünglichsten Merkmale dieser Gruppe auf. Unter die Kleinsäuger fallen vor allem Nagetiere, zu denen unter anderem Paramys, Microparamys und Strathcona zu stellen sind, letzteres tritt mit zwei verschiedenen Arten auf. Die Fossilreste umfasst einen zahnlosen Unterkiefer und mehrere isolierte Backenzähne. Von den Riesengleitern ist allein die Familie Plagiomenidae mit möglicherweise mehreren Gattungen vertreten, darunter Ellesmene, welches auch an der Ostküste der Axel-Heiberg-Insel gefunden wurde. Das umfangreiche Fundmaterial setzt sich überwiegend aus Resten des Ober- und Unterkiefers zusammen, die nächsten Vergleichsfunde liegen rund 4000 km südlich im zentralen Nordamerika.

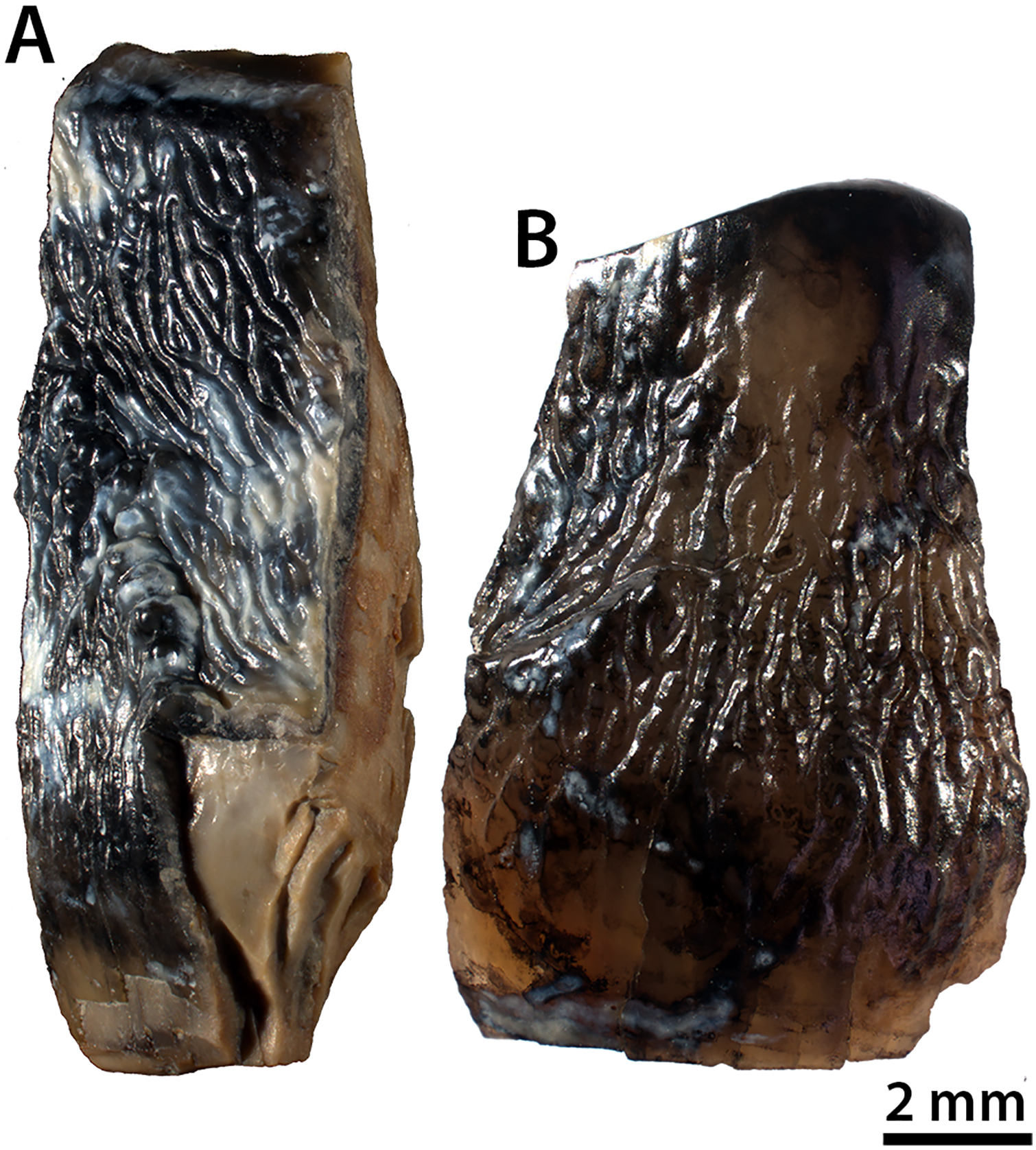
Zwei Zahnfragmente von Coryphodon vom Strathcona-Fjord

Unter- und Oberkieferfragmente von Ignacius vom Bay-Fjord

Auch konnte mit Ignacius ein sehr früher Vertreter aus der Verwandtschaft der Primaten nachgewiesen werden. Von ihm sind Unter- und Oberkieferfragmente nebst Zähnen erhalten, die auf ein baumlebendes, eichhörnchenartiges Tier schließen lassen. Zu den größten und bisher am häufigsten bekannten Vertretern zählt das flusspferdartige Tier Coryphodon aus der Gruppe der großen, sich herbivor oder omnivor ernährenden und semiaquatisch lebenden Pantodonta, dem ein Unterkiefer und rund 80 weitere Funde zugeordnet werden können. Das frühe Huftier Pachyaena aus der Gruppe der Mesonychia stellt einen Fleischfresser dar, während echte Raubtiere mit den zu den Creodonta gehörenden Palaeonictis und Prolimnocyon überliefert sind. Jedoch waren auch frühe Katzenartige wie Viverravus und mit Miacis entfernte Vorfahren der heutigen Hunde anwesend. Semiaquatisch wie ein heutiger Fischotter lebte das durch einige Zähne repräsentierte, insektenfresserartige Palaeosinopa. Mit Prodiacodon lebte auch ein Vertreter der möglicherweise zweibeinig laufenden und heute ausgestorbenen Leptictida im hohen Norden, als einziger identifizierter Fund liegt bisher jedoch nur ein Zahn vor. Recht formenreich sind die Unpaarhufer. So kommen hier die frühen und noch relativ kleinen Brontotheriidae vor; nachgewiesen sind mit nur etwa einem halben Dutzend Funden Eotitanops und Palaeosyops, letzteres ist aber nur aus dem oberen Faunenhorizont bekannt. Die Tapiroidea sind mit rund 40 Funden häufiger vertreten, darunter fallen unter anderem der mittelgroße, aber schon modern wirkende Tapiroide Thuliadanta, von welchem vor allem ein Teilschädel und mehrere Zähne vorliegen, weiterhin aber auch Heptodon mit einzelnen Kieferresten. Als ebenfalls urtümlicher Unpaarhufer ist das zu den Isectolophidae zu stellende Homogalax nachgewiesen, auch hier sind vor allem Teile des Unterkiefers und Zähne überliefert.

### Altersstellung

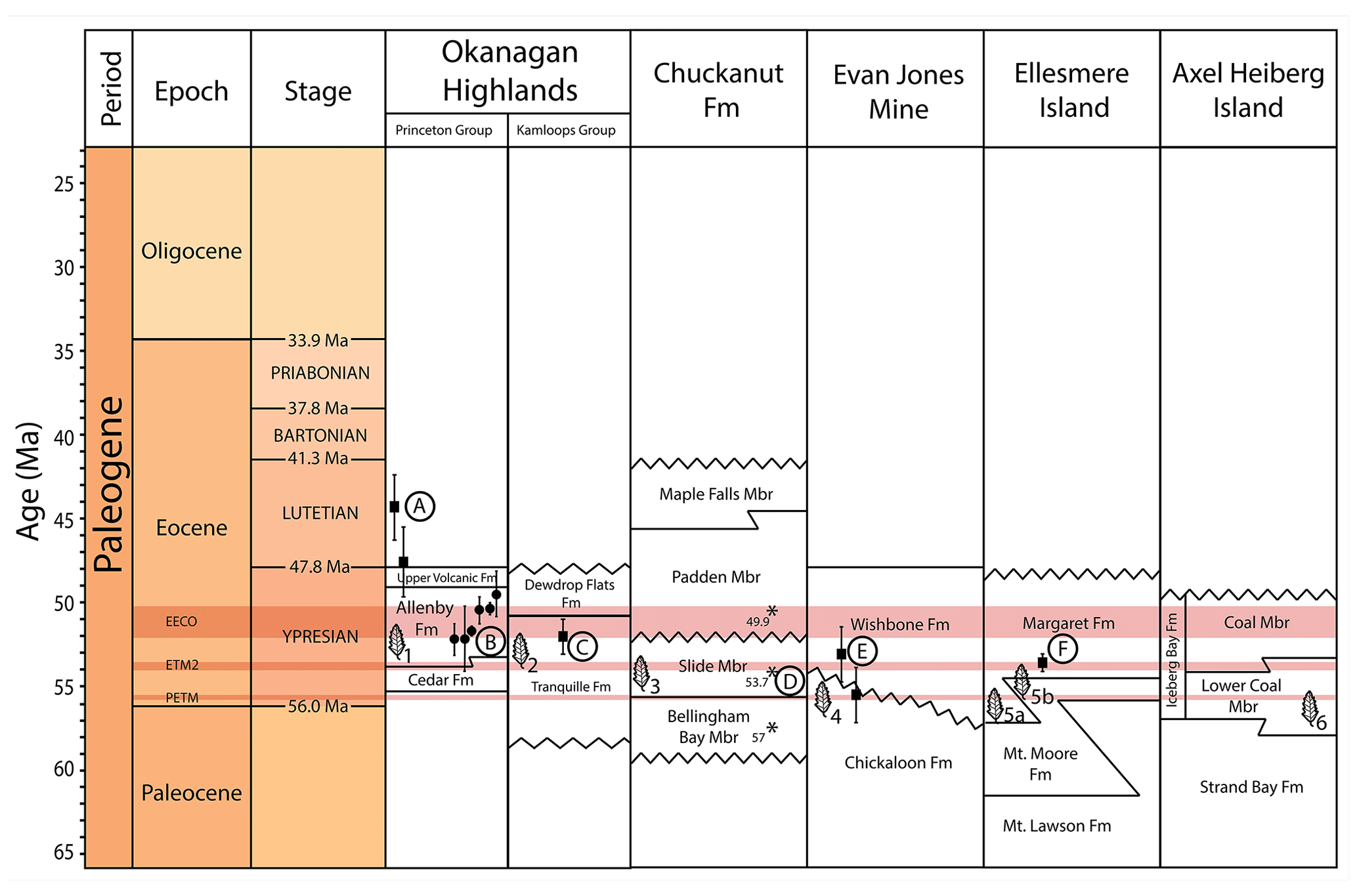
Stratigraphische Stellung der Margaret-Formation innerhalb des Paläogens

Die Bildung der Kohlelagen und der damit teils verzahnte untere Fundhorizont der Margaret-Formation ist höchstwahrscheinlich mit einigen Wärmeschwankungen des Paläogens wie dem Früheozänen Klimaoptimum (EECO) oder dem Eozänen Temperaturmaximum (ETM-2) zu korrelieren, welche sich vor 50 bis 53 Millionen beziehungsweise vor rund 54 Millionen Jahren ereigneten. Die Wirbeltierfauna lässt sich allgemein dem Wasatchium-Faunenkomplex aus dem Nordamerika der mittleren Breitengrade zuweisen, wofür vor allem das Vorkommen von Coryphodon, Palaeonictis, Miacis und Pachyaena zeugen. Andere Gattungen sind hier jedoch auch erstmals nachgewiesen, etwa Eotitanops oder die sehr frühen Tapiroiden. Für den unteren Fossilhorizont liegen Altersdaten von 52,6 und 53,7 Millionen Jahren vor, welche radiometrisch an Zirkon-Mineralien aus einer vulkanischen Asche gewonnen wurden und die relativ gut zu den biostratigraphischen Angaben korrespondieren. Sie entsprechen möglicherweise dem ETM-2, was aus palynologischer Sicht durch das Auftreten zahlreicher wärmeliebender Pflanzen wie etwa Linden bestätigt wird. Das EECO wird hierbei nicht mehr erfasst, allerdings zeichnet sich stratigraphisch tiefer liegend das ältere Paläozän/Eozän-Temperaturmaximum (PETM) ab, das in den Zeitraum von vor rund 56 Millionen Jahren datiert und sich ebenfalls durch den Nachweis thermophiler Pflanzen hervorhebt. Magnetostratigraphische Untersuchungen ergaben weiterhin eine Stellung des unteren Fundhorizontes innerhalb des Paläomagnet-Ereignisses C24, während der Übergang von Paläozän zum Eozän und damit das PETM den Ereignissen C25 und C26 zugewiesen wird.
Der obere Fundhorizont ist zeitlich jünger und datiert ins beginnende Mitteleozän und ist dem Bridgerium zuzuweisen. Hierfür sprechen die Nachweise von Palaeosyops, Ignaticius und einige Schildkrötenreste. Absolute Datierungen liegen bisher nicht vor.

### Landschaftsrekonstruktion

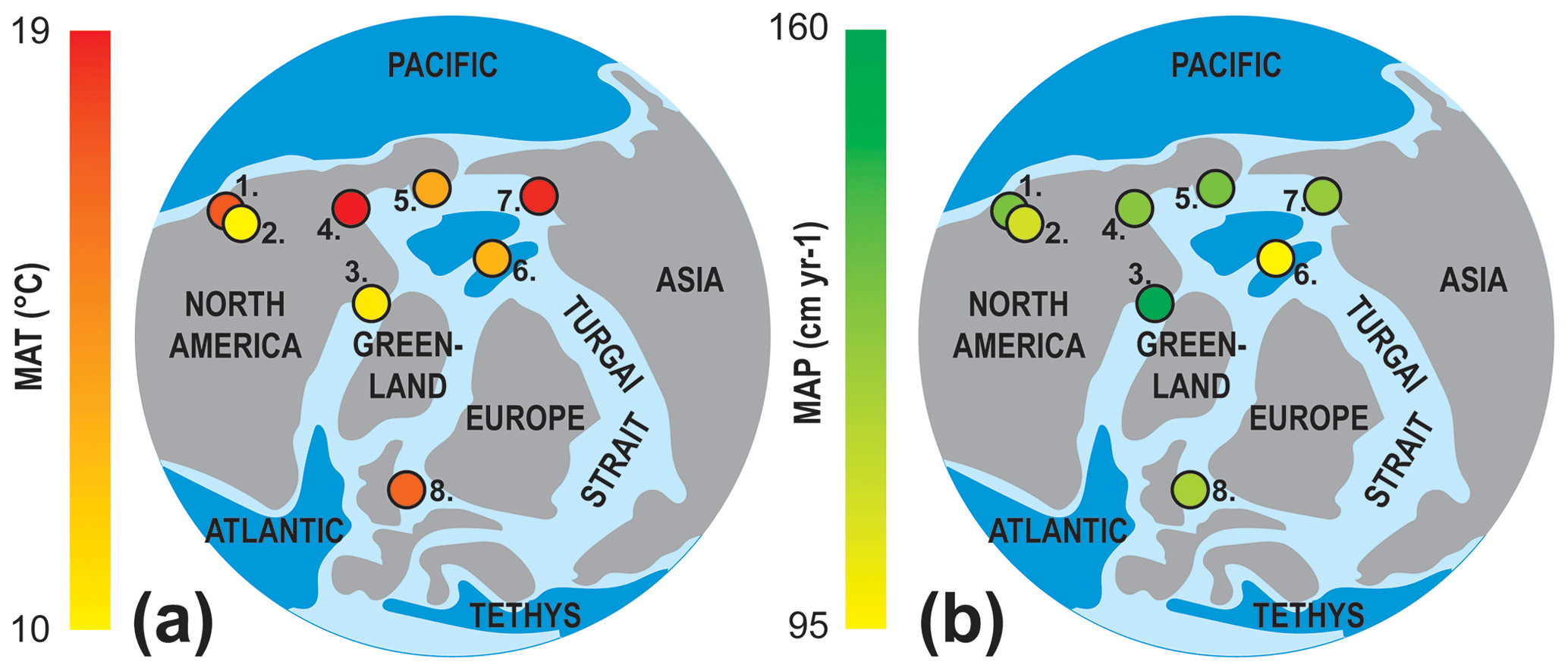
Klimadaten der Arktischen Region während des Paläogens mit den jeweils durchschnittlichen Jahrestemperaturen (MAT) und Jahresniederschlägen (MAP); die Margaret-Formation wird durch den Punkt 3 angezeigt

Die Fundstellen der Margaret-Formation, vor allem die sehr fundreichen auf der Ellesmere-Insel, befanden sich Rekonstruktionen zufolge auch zur Bildungszeit im Unteren Eozän nördlich des Polarkreises mit einer vermuteten Position von 74 bis 80° nördlicher Breite. Die heutige Region der Ellesmere-Insel und angrenzender Gebiete ist dem arktischen Klima ausgesetzt mit einer Jahresdurchschnittstemperatur von −19 °C und hohen winterlichen Schneefällen sowie Gletscherbildung. Zahlreiche aufgefundene Pflanzen, wie der Urweltmammutbaum oder der Ginkgo kommen aber heute in subtropischen Gebieten vor, ebenso wie heutige Krokodile in tropischen und subtropischen Klimaten leben. Ähnliches gilt für Schildkröten, die eher wärmeliebende Tiere sind und eine hohe sommerliche Durchschnittstemperatur benötigen, damit die Eigelege ausgebrütet werden. Weiterhin sind neben Primaten auch Tapire eher tropische Landschaften bewohnende Säugetiere, aufgrund der konservativ verlaufenen Stammesgeschichte letzterer wird dies auch von deren Verwandten angenommen. Aufgrund dessen und anhand vorgenommener Isotopenuntersuchungen an drei verschiedenen Wirbeltierarten, die ein stark übereinstimmendes Ergebnis erbrachten, rekonstruieren Forscher eine Jahresdurchschnittstemperatur von 4 bis 8 °C, wobei diese im Sommer auf 19 bis teils über 20 °C anstieg, im Winter aber um den Gefrierpunkt verharrte und −3,5 °C wohl nicht unterschritt. Ähnliches lassen Analysen an der Pflanzengemeinschaft annehmen, die von einem temperierten Regenwald ausgehen.
Die kreuzgeschichteten Sand- und Ton-/Schluffsteine, aus denen die Margaret-Formation besteht, sind als Hinterlassenschaften eines großen Flussdeltas mit zahlreichen Armen zu interpretieren. Anhand der aufgefundenen Florenreste kann ein dichter Wald durchsetzt mit Urweltmammutbäumen rekonstruiert werden, dessen Baumkronen sich in 25 bis 40 m Höhe befanden; heute vergleichbare Koniferienwälder finden sich im westlichen Nord- und Südamerika aber auch im östlichen Asien. Zudem ergab sich ebenfalls aus Isotopenmessungen an Holzresten, dass das Klima deutlich humid war, mit einem Jahresniederschlag von schätzungsweise 1500 mm, wobei mehr als zwei Drittel davon während der Sommermonate fiel. Daraus ließ sich in Verbindung mit der Rekonstruktion des Flussdeltas ableiten, dass dieser Urwald periodisch überflutet wurde, worauf auch die Ablagerungen selbst hinweisen, die keine erhöhten Eisenablagerungen erkennen lassen, welche auf längere Trockenphasen hindeuten würden. Die gesamte Landschaft war küstennah, wobei der Fluss sich in ein nahezu geschlossenes Meer ergoss, vergleichbar der heutigen Ostsee und das den größten Teil des Nordpolargebietes bedeckte.
Die gemäßigten Temperaturen und der artenreiche Urwald sind heute untypisch für polnahe Regionen, ein vergleichbares Biotop existiert in der heutigen Landschaft nicht. Hinzu kommt der Umstand, dass diese Lebensgemeinschaft aufgrund der hohen nördlichen Lage den Bedingungen des Polartages mit monatelanger Lichteinwirkung und der Polarnacht mit gleich lang andauernder Dunkelheit ausgesetzt war; für beide werden jeweils rund 100 Tage angenommen. Es ist daher nicht vollständig geklärt, ob die Tiere dieses Urwaldes ganzjährig anwesend waren oder die Winterzeit mit der Polarnacht südlich des Polarkreises verbrachten, ähnlich wie es heute noch bei rezenten Rentieren der Fall ist. An mehreren Zähnen von Coryphodon und anderer Unpaarhufer wurden Isotopenmessungen vorgenommen, die nur geringe Schwankungen im Verhältnis des schweren Sauerstoff-Isotops 18O gegenüber dem leichteren 16O ergaben (δ18O). Dies spricht dafür, dass die Tiere ihr Wasser von Ressourcen bezogen, die lokal unter ähnlichen Bedingungen bestanden und lässt nicht annehmen, dass diese größere jährliche Wanderungen unternahmen, bei denen sich ein aufgrund unterschiedlicher, zur Verfügung stehender Wasserquellen ein instabileres δ18O-Verhältnis ergeben müsste. Demgegenüber ließen sich aber stärkere Varianzen im δ13C-Verhältnis (Kohlenstoff-Isotop 12C gegenüber 13C) ermitteln, was auf stärkere Schwankungen in der jährlichen Biomasseproduktion zurückzuführen ist. Dabei kam es möglicherweise zu Engpässen bei den Nahrungspflanzen während der dunklen Wintermonate. Für Ignacius der Ellesmere-Insel ist eine Anpassung an harte Pflanzennahrung nachgewiesen, erkennbar an den charakteristisch flachen Backenzähnen. Dies steht im Gegensatz zu der eher früchtefressenden Lebensweise ihrer südlichen Verwandten. Hier wird vermutet, dass es sich dabei um eine Anpassung der nördlichen Formen an den dunklen Jahresabschnitt handelt, während dem Früchte als Nahrungsgrundlage nicht zur Verfügung standen. Darüber hinaus sind sowohl von Coryphodon als auch von Thuliadanta Funde von Jungtieren bekannt, was die Forscher ebenfalls mit einem ganzjährig bewohnten Standort befürworten.

## Forschungsgeschichte

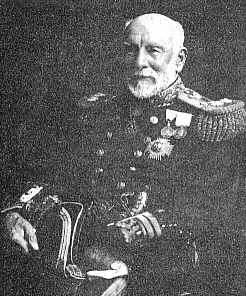
George Nares

Die ersten Fossilfunde in der Margaret-Formation, vor allem auf der Ellesmere-Insel, erfolgten bereits 1875 durch eine Expedition der Royal Navy unter Führung von Kapitän George Nares. Diese führten zu einer umfangreichen Sammlung an fossilen Blättern. Erste Reste von versteinerten Wäldern im Nordosten der Ellesmere-Insel entdeckte der amerikanische Soldat David Legge Brainard während der durch zahlreiche krankheitsbedingte Todesfälle berühmten Expedition von Adolphus Greely zwischen 1881 und 1883, ein weiterer derartiger Wald am Stenkul-Fjord im Süden der gleichen Insel wurde in den frühen 1900er Jahren durch den Geologen Per Schei bekannt. Es folgten weitere kleinere Entdeckungen, die 1973 in die Auffindung des bedeutenden fossilen Waldes am Strathcona-Fjord durch Mary R. Dawson resultierten. Dies war auch der Beginn planmäßiger geologischer Feldforschungen vor allem in der östlichen Arktis Kanadas seitens des Geological Survey of Canada, die Dawson mit zahlreichen Kollegen unternahm und gut vier Dekaden anhielten. Weitere Höhepunkte waren dabei die Erkundung des extrem fossilreichen Fundplatzes am Bay-Fjord im zentralen Bereich der Ellesmere-Insel seit den 1970ern, aber auch der Fund des versteinerten Wald am Geodetic Hill der Axel-Heiberg-Insel im Jahr 1983 durch den Geologen Brian Ricketts, der mit einem Alter von 42 Millionen Jahren jedoch etwas jünger ist als jene Wälder der Margaret-Formation. Diese Entdeckungen führten zur Beschreibung zahlreicher neuer Taxa, die Auswertung des Fossilmaterials hält bis heute an.